# José Puche Álvarez
José Puche Álvarez (Lorca, 31 de agosto de 1895-Ciudad de México, 3 de noviembre de 1979) fue un médico y científico español. Destacó por su labor de coordinación en el exilio republicano español en México, aun estando ausente en la recepción del "tesoro del Vita", con iniciativas como la fundación en 1939 del Instituto Luis Vives en Ciudad de México. así como por sus actividades profesionales en la Facultad de Medicina de la Universidad Nacional Autónoma de México (UNAM).

## Biografía

### Primeros años
Nació en la localidad murciana de Lorca un 31 de agosto, según la fuente de 1895 o 1896. Educado en la Universidad de Barcelona, aunque la universidad no contaba con medios necesarios para el correcto desarrollo de la actividad científica, por la situación económica. Se especializó en fisiología en Utrecht, Bruselas, Gante y Suecia. Se mudó a Madrid, donde comenzó a trabajar en el Laboratorio de Fisiología de Juan Negrín. En 1927, con su tesis Influencia del sistema nervioso autónomo sobre la regulación de la glucemia obtuvo el grado de doctor. Obtuvo la cátedra de Fisiología de la Universidad de Salamanca y , en 1930, la de Fisiología General, Química Fisiológica y Fisiología Especial de la Facultad de Valencia. Durante su estancia en Valencia realizó un importante trabajo junto con sus discípulos sobre el metabolismo de los hidratos de carbono, histofisiología renal, la sensibilidad trófica, fisiología del ejercicio muscular y mecanismos de regulación nerviosa. Fue rector de la Universidad de Valencia de 1936 a 1938, en plena Guerra Civil.

### Director general de Sanidad del Ejército Republicano
Durante su estancia en Valencia ocupó el cargo de director general de Sanidad del Ejército republicano (el cuerpo médico estaba formado por médicos civiles y militares, que se ofrecían de forma voluntaria a favor de la República). Durante este periodo fue el único en el que José Puche Álvarez estuvo en el frente y vistió de uniforme, a pesar de que nunca tuvo relación con la vida militar.  La organización sanitaria en el frente consistía en la elaboración de zonas de  asistencia sanitaria en primera línea, con la misión de atender inmediatamente a los heridos de guerra, para poderlos evacuar a las instalaciones hospitalarias de la retaguardia. La principal intención era poder prestar asistencia a poca distancia del frente, de manera que el tratamiento inmediato o incluso las primeras transfusiones sanguíneas pudieran realizarse en ocasiones bajo el fuego de las tropas enemigas. Los problemas surgieron cuando, tras la finalización de la guerra, muchos de estos heridos fueron trasladados al otro lado de la frontera francesa, con el fin de que no cayeran en manos de las tropas vencedoras. Sin embargo, los médicos franceses solían desconocer los buenos resultados del tratamiento aplicado y con el fin de dar una solución rápida y urgente a los heridos optaban habitualmente por la amputación. Ante esta circunstancia, los encargados de la sanidad del ejército republicano se decidieron por llevar a cabo una selección previa a la evacuación, para evitar males mayores, y especialmente porque, al final de la guerra, había únicamente en Cataluña, entre treinta y cuarenta mil heridos por lo que era imposible evacuarlos a todos. Ocupó este puesto hasta su exilio el 7 de marzo de 1939.

### Exilio
Al final de la guerra se exilió en México, manteniendo cargos importantes como delegado del Gobierno republicano en el exilio y participando en la dirección del Comité Técnico de Ayuda a los Refugiados Españoles. Años después, se incorporó al Instituto Politécnico Nacional. En 1958, ocupó el Departamento de Fisiología de la Facultad de Medicina de la Universidad Nacional Autónoma de México (UNAM). A partir de aquel momento se dedicó a la investigación, comenzando por la fisiología de la regulación de la glucosa y la ingestión de alimentos. También participó en la comisión revisora de los programas de la enseñanza de la fisiología y organizó en 1965 el curso para la formación de profesores de esta materia, después de haber traducido la obra de Philip Bard. Falleció el 3 de noviembre de 1979 en Ciudad de México.